# Wolfgang Fritz Haug
Wolfgang Fritz Haug (Esslingen am Neckar, 1936 –) német marxista filozófus és egyetemi tanár.

## Fontosabb könyvei és folyóiratai
- Kritik der Warenästhetik (1971)
- High-Tech-Kapitalismus. Analysen zu Produktionsweise, Arbeit, Sexualität, Krieg und Hegemonie, 2003
- Historisch-kritisches Wörterbuch des Marxismus (15 könyv, már 7 kész), 1994–